# Agallia venosa
Agallia venosa är en insektsart. Agallia venosa ingår i släktet Agallia och familjen dvärgstritar. Utöver nominatformen finns också underarten A. v. elogantus.